# سوانسی (ماساچوست)
سوانسی(به انگلیسی: Swansea) شهرکی در شهرستان بریستول ایالت ماساچوست می‌باشد که در سال ۱۶۶۷ بنیان‌گذاری شده‌است. این شهرک در سرشماری سال ۲۰۱۰ میلادی، ۱۵٬۸۶۵ نفر جمعیت داشته‌است.